# Чудовище из ямы
Чудовище из ямы (англ. The Creature from the Pit) — третья серия семнадцатого сезона британского научно-фантастического телесериала «Доктор Кто», состоящая из четырёх эпизодов, которые были показаны в период с 27 октября по 17 ноября 1979 года.

## Сюжет
Поймав сигнал бедствия, ТАРДИС приземляется в джунглях планеты Хлорис, где металл в любых формах редок. Отправившись на разведку, Доктор и Романа находят гигантское яйцо, а также узнают, что весь металл на планете держится в руках жестокой Леди Адрасты, которая держит власть с помощью Охотника и вульфидов. Доктор замечает щит со странным символом на стене в её спальне, а в разговоре та упоминает существо, содержащееся в Яме неподалеку.
Роману ловит группа бродяг, собирающих металл, и их впечатляют возможности K-9. Тот помогает ей сбежать и воссоединиться с Доктором, но тот прыгает в Яму к существу, где встречает астролога Органона, брошенного в яму ранее, а затем и само существо: гигантскую бесформенную каплю, растение, производящее металл само по себе. Оно рисует изображение, которое Доктор увидел в спальне Адрасты. Сама Леди, её фрейлина Карела, Охотник с вульфидами и стражники входят в Яму.
Бродяги под контролем существа приносят существу щит из спальни, который оказывает коммуникатором. Существо зовут Эрато, и он посол Тифона на Хлорисе, прибывший пятнадцать лет назад для переговоров об обмене металла на хлорофилл, но Адраста заключила его в Яму. Охотник спускает на Адрасту вульфидов, а Эрато съедает их. Но оказывается, что Тифон объявил войну Хлорису и направил на него нейтронную звезду. Доктор с помощью Эрато покрывает её оболочкой из алюминия и оттягивает её от планеты с помощью ТАРДИС. Охотник становится главным на Хлорисе и заключает соглашение с Эрато и тифонийцами.

## Трансляции и отзывы
| Эпизод            | Дата показа     | Продолжительность | Телезрители (в миллионах) |
| ----------------- | --------------- | ----------------- | ------------------------- |
| «Часть 1»         | 27 октября 1979 | 23:32             | 9,3                       |
| «Часть 2»         | 3 ноября 1979   | 24:03             | 10,8                      |
| «Часть 3»         | 10 ноября 1979  | 23:35             | 10,2                      |
| «Часть 4»         | 17 ноября 1979  | 24:07             | 9,6                       |
| [ 1 ] [ 2 ] [ 3 ] |                 |                   |                           |

## Интересные факты
- Это первая серия с участием Дэвида Брирли, временно заменившего Джона Лисона в качестве голоса K-9.
- Идея возведения вокруг нейтронной звезды оболочки из алюминия была раскритикована, но на самом деле она была предложена Дэвиду Фишеру институтом астрономии Кембриджского Университета.
- В начале серии K-9 читает Доктору Сказку о Кролике Питере.
- В этой серии снимался Морис Барри - ранее режиссёр несколько эпизодов "Доктора Кто"